# Orange (manga)
Orange (japonsky オレンジ, Orendži) je japonská šódžo a seinen manga, kterou píše a kreslí Ičigo Takano. První kapitola mangy byla vydána v roce 2012 v časopisu Bessacu Margaret nakladatelství Šúeiša, přičemž od roku 2013 začaly vycházet další kapitoly v časopisu Gekkan Action nakladatelství Futabaša. V roce 2015 vznikl na motivy mangy stejnojmenný hraný seriál s Tao Cučijou a Kentem Jamazakim v hlavních rolích. V roce 2016 se pak rozhodlo animační studio Telecom Animation Film převést příběh do podoby televizního anime seriálu o třinácti dílech.